# Megachile coquilletti
Megachile coquilletti là một loài Hymenoptera trong họ Megachilidae. Loài này được Cockerell mô tả khoa học năm 1915.